# 蕾切尔·范霍勒贝克
蕾切尔·范霍勒贝克（英語：Rachel Van Hollebeke，1985年8月26日—），旧姓比勒（Buehler），美国女子足球运动员。她曾代表美国国家队参加2008年和2012年夏季奥林匹克运动会足球比赛，获得二枚金牌。